# Shayda
Shayda ist ein australischer Spielfilm von Noora Niasari aus dem Jahr 2023. Das Drama blickt auf eine in Australien lebende iranische Ehefrau und Mutter, die sich von ihrem Mann trennt, der gegen ihren westlichen Lebensstil aufbegehrt. Die Titelrolle übernahm Zar Amir Ebrahimi.
Die Uraufführung erfolgte am 20. Januar 2023 beim 39. Sundance Film Festival, wo das Werk den Publikumspreis des internationalen Spielfilmwettbewerbs gewinnen konnte.

## Handlung
Die Iranerin Shayda lebt mit ihrem Ehemann Hossein und der gemeinsamen 6-jährigen Tochter Mona in Australien. Als ihr Mann gegen den westlichen Lebensstil von ihr aufbegehrt, flüchtet sie mit Mona in ein Frauenhaus und reicht die Scheidung ein. Trotz der Umstände kämpft sie darum, für ihre verängstigte Tochter einen normalen Tagesablauf aufrechtzuerhalten. Mit dem Herannahen des persischen Neujahrs- und Frühlingsfests Nouruz zeigt sich Shayda optimistisch für einen Neuanfang. Auch will sie die neuen und uneingeschränkten Freiheiten nutzen, die sich ihr bieten, unter anderem sich zu kleiden wie sie es will. Aber als ein Richter Hossein Besuchsrechte für Mona einräumt, tritt er wieder in ihr Leben. Ihr Noch-Ehemann schürt bei Shayda die Angst, dass er versuchen könnte, Mona in den Iran zu entführen.

## Hintergrund
Shayda ist das Spielfilmdebüt der in Teheran geborenen und in Australien aufgewachsenen Kurz- und Dokumentarfilmregisseurin Noora Niasari, das auf persönlichen Erfahrungen basiert. Die Titelrolle übernahm die iranische Schauspielerin Zar Amir Ebrahimi. Als Executive Producer war unter anderem die australisch-amerikanische Schauspielerin Cate Blanchett an dem Projekt beteiligt.

## Veröffentlichung und Rezeption
Nach seiner Uraufführung am 23. Januar 2023 beim Sundance Film Festival fand Shayda Anklang bei der englischsprachigen Filmkritik. Auf der Website Rotten Tomatoes erhielt das Werk unter Filmkritikern bislang durchweg Zuspruch.

## Auszeichnungen
Shayda erhielt beim Sundance Film Festival 2023 eine Einladung in den Wettbewerb um den Großen Preis der Jury für den besten ausländischen Spielfilm. Noora Niasaris Regiearbeit wurde in der Sektion mit dem Publikumspreis ausgezeichnet.